# Колиска страху
Колиска страху (англ. Cradle of Fear) — британський малобюджетний фільм жахів британського режисера Алекса Чендона. Фільм складається з чотирьох окремих історій, об'єднаних загальною сюжетною лінією: психічно хворий маніяк мститься тим, хто посадив його до в'язниці.
Фільм є своєрідним продовженням співпраці режисера Чендона та британської метал-групи «Cradle of Filth» (сама назва фільму є алюзією на назву групи). Одну з головних ролей виконав лідер «Cradle of Filth» Дені Філт, інші музиканти з'явились в епізодичних ролях. Крім того Чендон — режисер декількох кліпів групи.

## Сюжет
Детектив Нілсон оглядає два спотворених трупа молодих дівчат. Після цього показують події, котрі передували їхній загибелі. Меліса (Емілі Бут) та Ніккі (Меліса Форте) в готичному вбранні вживають наркотики в клубі. Потім вони шукають юнаків, для взаємного проведення ночі. Меліса знайомиться з загадковою Людиною і відводить її до себе: дівчина роздягається та імовірно вони займаються сексом.
Наступного дня Меліса налякана диявольською поведінкою Людини; коли вона йде вулицею, деякі перехожі виглядають як демони і кажуть їй, що вона одна із них. Меліса залишається на ніч у Ніккі. Вночі вона відчуває, як щось ворушиться у неї в животі. Враз із живота Меліси прорізаються ноги велетенського павука. Дівчина хапає ножиці і декілька разів б'є себе ними в живіт. Павук з лицем дитини вилізає зі шлунку мертвої Меліси і нападає на перелякану Ніккі.
Інша історія розповідає про двох злодійок, Софі (Ребека Іден) та Емму (Емма Райс). Уночі вони проникають в таємничий будинок, де розраховують знайти сховані гроші. Емма знаходить гроші під ліжком, але в цей момент прокидається божевільний, старий господар будинку, якого дівчата не помічали раніше. Він нападає на Емму і дівчата наприкінці забивають його на смерть.